# 트랙백
트랙백(영어: trackback)은 블로그에서 사용하는 주요 기능 중 한 가지로서, 간단히 역방향 연결 고리를 자동적으로 생성해 주는 기능을 말한다. 즉, 이 기능을 사용하며 A포스트에서 B포스트로 정보를 보내면 B포스트에 A포스트로 연결되는 고리가 자동으로 생기는데, 이런 과정을 트랙백이라고 부른다. 트랙백 기능은 블로그 이외에 위키위키나 뉴스 사이트에서 제공하기도 한다.
트랙백은 철저한 1인 미디어를 지향하는 블로그들 사이의 연결 고리를 만들어 주어 네트워크를 만들어 내는 역할을 한다. 누군가의 블로그를 읽고 그에 대한 의견을 자신의 블로그에 써 넣은 후 트랙백을 주고 받으면 원래의 글 아래 자신의 블로그에 쓴 해당 글로 가는 연결 고리가 붙게 된다.

## 표준
트랙백 표준은 2002년 Movable Type 블로깅 소프트웨어를 개발한 식스 어파트(Six Apart)에 의해 작성되었다. 그 후 대부분의 다른 블로깅 도구들도 이를 구현해 왔다. 식스 어파트는 2006년 2월에 트랙백 프로토콜을 향상시키기 위해 워킹 그룹을 출범하였으며, IETF는 이를 표준으로 등록하였다.

## 단점
일부 개인이나 회사들은 트랙백을 사용하여 스팸 링크를 넣을 수 있는 특성에 대해 지적해 왔다. 댓글 스팸과는 달리 트랙백 스팸 필터의 개발이 상대적으로 늦었다. 현재의 블로그 도구들은 트랙백 스팸도 처리할 수 있지만 일부 블로거들은 트랙백 스팸 때문에 트랙백 기능을 막아 두기도 한다.

## 같이 보기
- 핑백
- 검색 엔진 최적화
- 스핑